# Штулац (Лебане)
Штулац (серб. Штулац) — населённый пункт в общине Лебане Ябланичского округа Сербии.
На территории села, в урочище Свинарицкая Чука, находятся остатки неолитического поселения 6-го тысячелетия до н. э..

## Население
Согласно переписи населения 2002 года, в селе проживало 370 человек (313 сербов, 54 цыгана, 1 буневец, 1 македонец и 1 русский).
| Численность населения | Численность населения | Численность населения | Численность населения | Численность населения | Численность населения | Численность населения | Численность населения |
| 1948                  | 1953                  | 1961                  | 1971                  | 1981                  | 1991                  | 2002                  | 2011                  |
| --------------------- | --------------------- | --------------------- | --------------------- | --------------------- | --------------------- | --------------------- | --------------------- |
| 768                   | 782                   | 786                   | 735                   | 626                   | 490                   | 370                   | 279                   |